# Линебург
Линебург је град у немачкој покрајини Доња Саксонија, око 50 km југоисточно од Хамбурга. Једно је од 43 општинска средишта округа Линебург.

## Историја
Линебург се први пут помиње 956. Иако град је био богат због трговине сољу био је потчињен оближњем Бардовику. Међутим до преокрета је дошло када је Хенрик Лав 1189. разорио Бардовик, који је одбијао да му се потчини. Линебург је тада од Хенрика Лава добио статус града потпуно преузевши контролу над трговином соли. Године 1235. постао је центар сопственог војводства Линебург-Брауншвајг. Кнежевина Линебург оформљена је 1269. Слободан краљевски град постао је 1392, а тај статус задржао је до 1637. У Средњем веку био је познат по производњи соли, а врхунац је достигао око 1600. Био је један од најбогатијих градова ханзе. Укидање Ханзе и посебно смањење улова харинги чије конзервирање је требало много соли утицало је да град почне да назадује. Припао је Хановеру 1692. Млади Јохан Себастијан Бах је овде био ученик оргуљаша Георга Бема 1700-1703. Хајнрих Хајне је у 19. веку сведочио о Линебургу као досадном граду. У Линебургу је самоубиство извршио Хајнрих Химлер 1945. Вековна производња соли је обустављена 1980. Универзитет у Линебургу је отворен 1989.

## Географски и демографски подаци
Град се налази на надморској висини од 17 метара. Површина општине износи 70,3 km². У самом граду живи 72.492 становника а око 103.000 са предграђима. Просечна густина становништва износи 1.031 становника/km². Кроз град протиче река Илменау, притока Елбе. У околини града се простире Линебуршка степа. Поседује регионалну шифру (AGS) 3355022.

## Међународна сарадња
| Место     | Држава               | Врста сарадње | Од    |
| --------- | -------------------- | ------------- | ----- |
| Вонгровиц | Пољска               | партнерство   | 1997. |
| Наруто    | Јапан                | партнерство   | 1974. |
| Ивреа     | Италија              | партнерство   | 1988. |
| Сканторп  | Уједињено Краљевство | партнерство   | 1960. |
| Кламар    | Француска            | партнерство   | 1975. |
| Тарту     | Естонија             | партнерство   | 1993. |
| Виборг    | Данска               | партнерство   | 1992. |
| Ижевск    | Русија               | партнерство   | 2008. |
|           | Финска               | партнерство   | 1993. |
| Извор     |                      |               |       |